# Facultad de Derecho Mexicali (UABC)
Facultad de Derecho Mexicali. Plantel educativo con estudios a nivel licenciatura y postgrado, forma parte de la Universidad Autónoma de Baja California (UABC). 

## Ubicación
Ubicada en Blvd. Benito Juárez s/n, C.P. 21280, a un costado de la Facultad de Ingeniería y de vicerrectoría en la ciudad de Mexicali. 

## Antecedentes
El desarrollo histórico de la hoy Facultad de Derecho se inicia desde el año de 1957 al crearse la Universidad Autónoma del Estado de Baja California, pero su instalación formal se retrasó por 16 años. De 1957 hasta 1973, surgen peticiones de alumnos preparatorianos y universitarios para crear la carrera de Derecho. El movimiento metalero estudiantil de México, de 1968, se reflejó en Baja California, con los estudiantes al realizar protestas, motines, toma de terrenos, edificios y de autobuses, etc., como medio de presión.

## Los primeros años
En 1959, la Federación de Estudiantes Universitarios de Baja California, solicitó al gobernador del Estado, ingeniero Eligio Esquivel Méndez, su colaboración para que se iniciaran las labores con la mayor brevedad posible en la Facultad de Derecho, argumentando la necesidad de contar con profesionales en la administración de la justicia que egresaran aquí mismo en el Estado. Aparte de los jóvenes deseosos de estudiar esa carrera, existían en ese momento, adultos que habían truncado sus profesiones al no haber podido salir fuera del Estado a continuarlas por falta de recursos económicos. Existía una participación muy dinámica en la década de los sesenta, y más aún, en la siguiente, ya claramente señalada con una tendencia ideológica izquierdista importante, como producto de los cambios sociales, políticos y económicos que se generaban en el mundo. Hacia 1962, los estudiantes de la Preparatoria Mexicali a través de su representante Amparo Caro Ramírez, en la sesión del Consejo Universitario celebrada en Ensenada el 12 de mayo de ese año, dio lectura a un oficio que la Sociedad de Alumnos de la citada escuela enviaba, solicitando entre otras cosas, la Creación de la Escuela de Derecho.

## Iniciación de Clases
El 13 de septiembre los estudiantes Francisco Roldán, Jesús Guitrón, David Anguiano, Leopoldo Félix y Manuel de Jesús Ibarra se presentaron a la redacción de La Voz de la Frontera con el fin de invitar a los aspirantes de Derecho para presentarse a clases, las cuales se iniciarían el día 17 a las 15 horas, en la escuela de Ciencias Políticas y Sociales; para entonces existían 80 solicitudes de aspirantes a Derecho. 
Había ocho licenciados en Derecho que estaban dispuestos a impartir clases y que lucharían ante las autoridades universitarias para que la licenciatura en Derecho fuera reconocida oficialmente. Como de hecho no existía la carrera de Derecho, la Dirección de la Escuela de Ciencias Políticas y Sociales no apoyó la idea de que en ella se dieran las clases, aunque esto no implicaba que se opusiera a la creación de la misma. Hay que mencionar que meses atrás, la Escuela había tenido problemas con los estudiantes y habían tomado la Dirección como protesta.
Esta declaración influyó para que los alumnos decidieran salirse de la Escuela y levantar una enramada en los patios de la Unidad Universitaria, ubicada en el espacio que hoy ocupa el edificio de Investigación y Posgrado.
Así fue como el lunes 24 de septiembre de 1973, los alumnos de la "Carrera de Derecho" iniciaron sus primeras clases, entre los maestros sobresalieron los licenciados Jesús Reséndiz y Belmont, Manuel Ibarra, Alfredo Cruz Mora, Santiago Olvera Alpuche, Jorge Guridi y Alfredo Rocío. Las materias que empezaron a llevar fueron Derecho Civil, Sociología, Economía, Introducción al Estudio del Derecho y Derecho Romano. 

## La Escuela de Derecho
De 1973 hasta 1979 se dieron las bases para el funcionamiento de la escuela, estableciendo un programa con un plan de estudios provisional, tomado prestado de la UNAM, la contratación de maestros, en su mayoría eran profesionistas sin formación pedagógica, cuyo apoyo fue esencial para iniciar el despegue a la carrera de Derecho. En esta época, los alumnos, que integran un binomio perfecto junto con los maestros, fueron un elemento importante en este proceso. La mayoría de ellos, integrantes de la primera generación que ingresó a Derecho en noviembre de 1973, eran ya personas maduras y no escolares recién salidos de las preparatorias en el Estado.
El ambiente universitario en ese tiempo era difícil en el ámbito nacional; las universidades, y en particular la de Baja California, era considerada institución privilegiada; el socialismo buscaba ganar terreno en las mismas a través de los estudiantes y maestros radicalizados en el Estado; la Universidad no fue la excepción y aparte de los movimientos políticos que se produjeron, los estudiantes contaban con bastante fuerza moral como para expulsar directores, subdirectores y/o maestros que consideraban que no cumplían con su trabajo como debía ser. 
En ese contexto, se realizaron las administraciones de los licenciados Guillermo López de la Peña (1973-1974), Miguel Gárate Velarde (1974-1976) y Héctor Manuel Gallego García (1976-1979) y podemos considerar, que fueron años difíciles para ellos como directores. A esta fase la denominamos de "organización" de la escuela, al promoverse con estos profesionistas las bases para un futuro desarrollo académico y administrativo de la institución. Bajo este contexto universitario dicha unidad académica fue sentando las bases para su propio desarrollo, al establecerse y contratarse maestros y personal administrativo, aplicarse un primer plan de estudios, promover programas de superación para docentes a través de cursos y lograr una inscripción de 124 alumnos. 
En 1985, se llevó a cabo la homologación del Plan de Estudios junto con el de la Escuela de Derecho de Tijuana; se inició el proceso de regularizar a los alumnos que iban atrasados en su carrera e igualmente se apoyó la regularización de los alumnos egresados normalmente, implementando cursos de titulación, a fin de facilitar el proceso de terminación de estudios y por último, el haber transformado a la Escuela de Derecho en Facultad, al establecer un programa de posgrado, con una maestría y siete especialidades en Derecho Público en el año de 1987. Se aprobó la propuesta el 18 de abril de 1987, en tanto que el Consejo Universitario, en sesión celebrada el 15 de mayo de dicho año, aprobó primeramente los planes y programas de estudios ya citados, e inmediatamente se abocó a aprobar el cambio a Facultad. 

## La Facultad de Derecho
El licenciado Luis Javier Garavito Elías como director, apoyó también el intercambio académico interno así como al exterior, fomentó también el acercamiento personalizado con los alumnos, preocupándose por su desarrollo escolar y personal, a lo que se agregó el impulso deportivo, ya iniciado en otras administraciones. 
Durante la gestión rectoral del licenciado Alfredo Félix Buenrostro Ceballos (1987-1991), se estableció el programa denominado de vinculación. La Facultad desarrolló en materia editorial, la publicación de la Revista de Ciencias Jurídicas, cuyo primer y único ejemplar fue editado en la administración siguiente del licenciado Luis Llorénz Báez. Durante la gestión de Francisco Gutiérrez Espinoza se puso en práctica la interdisciplinaridad académica a través de la flexibilización curricular, misma que tenía varios objetivos; favorecer la creación de programas de estudio, optimizar la oferta académica, etc. También en esa época la tecnología ingresó a la Facultad de derecho, sustituyéndose las máquinas de escribir por las modernas computadoras, iniciándose otro aspecto en cuanto a procedimientos para guardar información escolar. 
A partir de 1996, con el licenciado Daniel Solorio como designado como Director de la Facultad de Derecho. Esta administración se caracterizó por un crecimiento interno en cuanto a actividades académicas, ingreso de maestros y bienestar material. En el aspecto académico sobresale en primera instancia, el proyecto del nuevo plan de estudios de la Facultad de Derecho, que vendría a ponerse en práctica a partir del ciclo escolar 1999-1. Este plan, en víspera de autorizarse por el Consejo Universitario en diciembre de 1998, es distinto al último establecido en 1984 y tiene por objeto la flexibilización; es decir, que el alumno pueda escoger las materias optativas según su interés propio. También es propósito de esta administración, reiniciar los cursos de posgrado, para el siguiente año de 1999. 

## Sitios Web Externos
- Sitio oficial UABC http://www.uabc.mx/
- http://derecho.mxl.uabc.mx//

- Datos: Q5561807